# Пейчева, Симона
Симона Пейчева (род. 14 мая 1985, София) — болгарская спортсменка, представлявшая художественную гимнастику в индивидуальных упражнениях.

## Биография
Симона начала тренироваться в 1991 году в Университетском клубе в Софии под руководством тренера Мариетты Дуковой. Ещё в качестве юниорки имела несколько побед на международных соревнованиях. Выступая во взрослой группе, завоевала три золотых медали на Чемпионате мира в Мадриде (обруч, мяч, булавы).
После Олимпийских игр 2008 покинула большой спорт.

## Допинговый скандал
В конце 2003 года Симона Пейчева была уличена в применении запрещённого препарата (фуросемид), в результате чего была отстранена от соревнований (дисквалифицирована) до середины 2004 года.

## Спортивные результаты
- 2001 Чемпионат мира, Мадрид 1-е место — мяч, булавы, обруч; 2-е место — индивидуальное многоборье, скакалка; 3-е место — команда.
- 2001 Чемпионат Европы, Женева 6-е место — булавы, обруч; 4-е место — скакалка; 8-е место — мяч.
- 2002 Финал Кубка мира, Штутгарт 1-е место — мяч; 2-е место — булавы, скакалка; 5-е место — обруч.
- 2002 Чемпионат Европы, Гранада 3-е место — мяч, скакалка; 4-е место — индивидуальное многоборье; 5-е место — булавы; 6-е место — обруч
- 2003 Чемпионат Европы, Риза 3-е место — булавы; 4-е место — мяч, обруч; 5-е место — лента.
- 2004 Олимпийские игры, Афины 6-е место — индивидуальное многоборье.
- 2004 Финал Кубка мира, Москва 2-е место — обруч, лента; 4-е место — мяч, булавы.
- 2005 Чемпионат мира, Баку 5-е место — индивидуальное многоборье, 6-е место — булавы; 7-е место — мяч; 8-е место — лента.
- 2006 Чемпионат Европы, Москва 4-е место — мяч, булавы, команда; 5-е место — лента, индивидуальное многоборье; 6-е место — скакалка.